# Герники

Карта расселения герников в Центральной Италии

Ге́рники (лат. Hernici) — древнеитальянский народ италийской группы, родственный сабинам. Главными их городами-полисами являлись Алетриум, Верулы, Ферентинум; столица — Анагния (откуда, согласно Варрону, происходили Киспии).
Населяли долину реки Трер (ныне Сакко) и прилегающие к ней Апеннины. В 486 году до н. э. вступили в Латинский союз. После второй Самнитской войны римляне завоевали их столицу Анагнию и покорили весь народ (306 год до н. э.).
В 241 году до н. э. герники получили полное римское гражданство.